# ディズニーランド・パーク (パリ)のアトラクション
ディズニーランド・パーク (パリ)のアトラクションはディズニーランド・パーク内に設置されたアトラクションの一覧である。
以下でいうアトラクションの開設日は、運営側が発表した「グランドオープン」日を基準としている。なお、この開設日より前の期間にも、慣熟訓練や最終確認のため、事前告知せず運営を行う場合がある。また、ディズニーパークの用語に合わせ、従業員を「キャスト」、入場客を「ゲスト」、アトラクションの搬器部分（乗り物）を「ライド」と表記する。

## 概要
パークの特質上、「ビッグサンダー・マウンテン」、「スペース・マウンテン」、「カリブの海賊」など、他のディズニーランドにもあるアトラクションが多い。しかし、他のパークのトゥモローランドにあたるテーマランドが、レトロフューチャーをテーマにしたディスカバリーランドになっているため、スペース・マウンテンが他のパークにあるものと外装・内装共に全く異なる。現在では、カリフォルニアのトゥモローランドもレトロフューチャーの要素を一部取り入れているが、スペース・マウンテンは依然パリのもののみ異なる。
ちなみに他のディズニーランドにあるお化け屋敷「ホーンテッドマンション」の代わりに「ファントム・マナー」というお化け屋敷があり、ここではヨーロッパのお化けをモチーフにしている。内容はまったく違うが、仕掛け自体はほとんど同じものである。「呪われた花嫁の人生を追う」という内容のためか、「ホーンテッドマンション」に比べ、恐怖演出が強めになっている。また、アドベンチャーランドにある「カリブの海賊」では映画『パイレーツ・オブ・カリビアン』シリーズの主要キャラクターは登場しない。しかし、ここでもパリ独自のストーリー展開や演出が施されている。

## メインストリートUSA
パークの玄関口。様々なディズニーグッズのショップやレストランなどがある。

### ディズニーランド鉄道 メインストリートUSA駅
| ディズニーランド鉄道 メインストリートUSA駅 Disneyland Railroad | ディズニーランド鉄道 メインストリートUSA駅 Disneyland Railroad | ディズニーランド鉄道 メインストリートUSA駅 Disneyland Railroad    | ディズニーランド鉄道 メインストリートUSA駅 Disneyland Railroad    |
| -------------------------------------------------------------- | -------------------------------------------------------------- | ----------------------------------------------------------------- | ----------------------------------------------------------------- |
| オープン日                                                     | オープン日                                                     | 1992年4月12日（ユーロ・ディズニーランド（当時）と同時にオープン） | 1992年4月12日（ユーロ・ディズニーランド（当時）と同時にオープン） |
| スポンサー                                                     | スポンサー                                                     | McDonald's                                                        | McDonald's                                                        |
| 所要時間                                                       | 所要時間                                                       | 乗車駅・下車駅によって異なる。                                    | 乗車駅・下車駅によって異なる。                                    |
| 利用制限                                                       |                                                                | なし                                                              | なし                                                              |
| ファストパス                                                   | ファストパス                                                   |                                                                   | 対象外                                                            |
| シングルライダー                                               | シングルライダー                                               |                                                                   | 対象外                                                            |

ディズニーランド鉄道(Disneyland Railroad)は、蒸気機関車のアトラクション。パークの外延部に沿って1周するように走っている。パーク内には、メインストリートUSA・ステーション(駅)、フロンティアランド・ステーション(駅)、ファンタジーランド・ステーション（駅）、ディスカバリーランド・ステーション（駅）の4つの駅が設置され、パーク内の移動手段として利用することができる。4つの駅では乗り降り自由。
メインストリートUSA駅（Main Street USA Depot）は、パーク全体の入り口でもあるメインストリートUSAの入り口「セントラルプラザ」の上にある。両脇にある階段を上がるとすぐに駅がある。最初から、目的のランドやアトラクションが決まっている場合には、入場と同時にここから鉄道に乗って移動してしまうのもよい。

### メインストリート・ヴィークル
メインストリート・ヴィークル(Main Street Vehicle)は、乗り合い自動車のアトラクション。

### ホースドローン・ストリート・カーズ
ホースドローン・ストリート・カーズ(Horse-Drawn Streetcars)は、馬車のアトラクション。メインストリートを周遊する。

## フロンティアランド
ディズニーランド・パリのフロンティアランドの特徴は、ホーンテッドマンション（ここではファントム・マナーという名称）が存在することと、それを含めた全てのアトラクションが、共通の背景ストーリーで繋がっていることである。このテーマランド自体が、西部開拓時代の架空の街「サンダー・メサ」という設定になっている。

### ビッグサンダー・マウンテン
| ビッグサンダー・マウンテン Big Thunder Mountain | ビッグサンダー・マウンテン Big Thunder Mountain | ビッグサンダー・マウンテン Big Thunder Mountain                   | ビッグサンダー・マウンテン Big Thunder Mountain                   |
| ----------------------------------------------- | ----------------------------------------------- | ----------------------------------------------------------------- | ----------------------------------------------------------------- |
| オープン日                                      | オープン日                                      | 1992年4月12日（ユーロ・ディズニーランド（当時）と同時にオープン） | 1992年4月12日（ユーロ・ディズニーランド（当時）と同時にオープン） |
| スポンサー                                      | スポンサー                                      | なし                                                              | なし                                                              |
| 所要時間                                        | 所要時間                                        | 約3分56秒                                                         | 約3分56秒                                                         |
| 定員                                            | 定員                                            | 30人/1編成（5両）                                                 | 30人/1編成（5両）                                                 |
| 利用制限                                        |                                                 | なし                                                              | なし                                                              |
| ファストパス                                    | ファストパス                                    |                                                                   | ○                                                                 |
| シングルライダー                                | シングルライダー                                |                                                                   | 対象外                                                            |

ビッグサンダー・マウンテン(Big Thunder Mountain)は、ゴールドラッシュが過ぎた1880年代の廃鉱を暴走する鉱山列車をモチーフにした、ジェットコースターのアトラクション。
東京ディズニーランドと大きく異なる点は、鉱山部分が池の真ん中にあり、乗り場は池の畔にあるため、スタートするとすぐに暗いトンネルを下降して対岸に渡る点。東京ディズニーランドに比べると急降下の回数が若干多いが、ディズニーリゾート・パリにあるローラーコースター型アトラクション（スペースマウンテン・ミッションII、ロックンローラー・コースターなど）は総じて日本のものよりもはるかに高速で急降下急旋回するため、相対的には初心者に向いているということができる。
最も高い位置に上ると、下降を開始するまでのしばしの間、対岸にあるファントム・マナーをはじめフロンティアランドの美しい景観を楽しむことができる。
ビッグサンダー・マウンテンの金鉱山は、鉱山を発見したヘンリー・レイブンスォード卿（Henry Ravenswood）と、彼が設立した鉱山開発会社であるサンダー・メサ・マイニング・カンパニー（Thunder Mesa Mining Company）によって開発されたという設定になっている。

### サンダー・メサ蒸気船乗り場
| サンダー・メサ蒸気船乗り場 Thunder Mesa Riverboat Landing | サンダー・メサ蒸気船乗り場 Thunder Mesa Riverboat Landing | サンダー・メサ蒸気船乗り場 Thunder Mesa Riverboat Landing         | サンダー・メサ蒸気船乗り場 Thunder Mesa Riverboat Landing         |
| --------------------------------------------------------- | --------------------------------------------------------- | ----------------------------------------------------------------- | ----------------------------------------------------------------- |
| オープン日                                                | オープン日                                                | 1992年4月12日（ユーロ・ディズニーランド（当時）と同時にオープン） | 1992年4月12日（ユーロ・ディズニーランド（当時）と同時にオープン） |
| スポンサー                                                | スポンサー                                                | なし                                                              | なし                                                              |
| 所要時間                                                  | 所要時間                                                  | 約12分                                                            | 約12分                                                            |
| 定員                                                      | 定員                                                      | 右記                                                              | 右記                                                              |
| 利用制限                                                  |                                                           | なし                                                              | なし                                                              |
| ファストパス                                              | ファストパス                                              |                                                                   | 対象外                                                            |
| シングルライダー                                          | シングルライダー                                          |                                                                   | 対象外                                                            |

サンダー・メサ蒸気船乗り場（Thunder Mesa Riverboat Landing：写真中央)は、大型船舶のアトラクション。蒸気船に乗り環状の「アメリカ河」を一周し同じ船着場に戻ってくる。東京ディズニーランドとの大きな違いは、マークトウェイン号（Mark Twain）とモリーブラウン号（Molly Brown）の2艘の蒸気船があることと、中央の島にビッグサンダーマウンテンがあることである。
サンダー・メサとは、アメリカ西部にあるとされる架空の町の名称で、ビッグサンダー・マウンテンの金鉱山を掘り当てたヘンリー・レイブンスォード卿（Henry Ravenswood）と、彼が設立した鉱山開発会社であるサンダー・メサ・マイニング・カンパニー（Thunder Mesa Mining Company）によって発展したという設定になっている。
蒸気船は、サンダー・メサの船着場を出ると、ビッグサンダーマウンテンのある島を左手に見ながら反時計回りに周遊し、途中には木々の生い茂る小島や滝、ヨセミテ国立公園を模した間欠泉などを見ることができ、最後に右手にファントム・マナーのマナーハウスを眺めて船着場に戻る。

#### 蒸気船マークトウェイン号（Mark Twain）
マーク・トウェイン号は、カリフォルニアのディズニーランドにあるオリジナルのものと同型の後部外輪船(Sternwheeler)である。東京ディズニーランドのものよりもひと回り小さい。定員300人。

#### 蒸気船モリーブラウン号（Molly Brown）
モリー・ブラウン号は、現在ディズニーパークで運行されている唯一の舷側外輪船(Sidewheeler)である。そのため形状が他の蒸気船大きく異なる。モリー・ブラウンの名称は、タイタニック号で生き残った女性の名前に由来する。
2005年から2007年にかけてモリーブラウン号はエンジン修理のために運休していたが現在は再開している。

### ファントム・マナー
| ファントム・マナー Phantom Manor | ファントム・マナー Phantom Manor | ファントム・マナー Phantom Manor                                  | ファントム・マナー Phantom Manor                                  |
| -------------------------------- | -------------------------------- | ----------------------------------------------------------------- | ----------------------------------------------------------------- |
| オープン日                       | オープン日                       | 1992年4月12日（ユーロ・ディズニーランド（当時）と同時にオープン） | 1992年4月12日（ユーロ・ディズニーランド（当時）と同時にオープン） |
| スポンサー                       | スポンサー                       | なし                                                              | なし                                                              |
| 定員                             | 定員                             | 3人/1台                                                           | 3人/1台                                                           |
| 利用制限                         |                                  | なし                                                              | なし                                                              |
| ファストパス                     | ファストパス                     |                                                                   | 対象外                                                            |
| シングルライダー                 | シングルライダー                 |                                                                   | 対象外                                                            |

ファントム・マナー(Phantom Manor)は、西洋型お化け屋敷のライド型アトラクション。東京ディズニーランドやカリフォルニアのディズニーランドにもあるホーンテッドマンションとほぼ同一のアトラクションである。
各地にあるホーンテッドマンションと基本的な構造（伸びる八角形の部屋、椅子型ライドでの周遊）は変わらないが、建物の外観と背景となる物語が大きく異なり、それに伴って若干内部の演出にも変更がある。
建物はヨーロッパの第二帝政様式の外観をしており、ビッグサンダー・マウンテンの金鉱山を掘り当てたヘンリー・レイブンスォード卿（Henry Ravenswood）の私邸という設定になっている。
物語は、ヘンリーの1人娘であるメラニー（Melanie Ravenswood）が、父の経営するサンダーメサ・マイニング・カンパニーで働く優秀な機関士と恋に落ち、結婚と駆け落ちの約束をするが、死神に見初められ結婚当日に死の世界へいざなわれてしまい、ウェディング・ドレス姿のまま100年間、ゴーストの巣窟となった私邸で待ち続けるというもの。そのため、各所に花嫁姿のメラニーが登場する。東京ディズニーランドのホーンテッド・マンションでも心臓の鼓動が見える花嫁が登場する箇所があるが、それが繰り返し出てくると考えればほぼ間違いない（サイズが若干大きい）。それ以外では演出上それほど大きな差異はない。
ハロウィーンの時期には、ファントム・マナーを含めたサンダー・メサの町エリア全体がカボチャなどで飾り付けられるが、東京ディズニーランドのような「ホリデー・ナイトメアー」は実施されていない。

### ポカホンタス・インディアン・ビレッジ
| ポカホンタス・インディアン・ビレッジ Pocahontas Indian Village | ポカホンタス・インディアン・ビレッジ Pocahontas Indian Village | ポカホンタス・インディアン・ビレッジ Pocahontas Indian Village    | ポカホンタス・インディアン・ビレッジ Pocahontas Indian Village    |
| -------------------------------------------------------------- | -------------------------------------------------------------- | ----------------------------------------------------------------- | ----------------------------------------------------------------- |
| オープン日                                                     | オープン日                                                     | 1992年4月12日（ユーロ・ディズニーランド（当時）と同時にオープン） | 1992年4月12日（ユーロ・ディズニーランド（当時）と同時にオープン） |
| スポンサー                                                     | スポンサー                                                     | なし                                                              | なし                                                              |
| 利用制限                                                       |                                                                | なし                                                              | なし                                                              |
| ファストパス                                                   | ファストパス                                                   |                                                                   | 対象外                                                            |
| シングルライダー                                               | シングルライダー                                               |                                                                   | 対象外                                                            |

ポカホンタス・インディアン・ビレッジ(Pocahontas Indian Village)は、ディズニー映画ポカホンタスに登場するアメリカ西部インディアンの村をモチーフにした子供用のプレイグラウンド。丸太やロープでてきたアスレチックのような施設。地面はディズニーパークにある多くのプレイグラウンドと同様にやわらかい素材でできている。

### ラスラー・ラウンドアップ・シューティング・ギャラリー
| ラスラー・ラウンドアップ・シューティング・ギャラリー Rustler Roundup Shootin’ Gallery | ラスラー・ラウンドアップ・シューティング・ギャラリー Rustler Roundup Shootin’ Gallery | ラスラー・ラウンドアップ・シューティング・ギャラリー Rustler Roundup Shootin’ Gallery | ラスラー・ラウンドアップ・シューティング・ギャラリー Rustler Roundup Shootin’ Gallery |
| ------------------------------------------------------------------------------------- | ------------------------------------------------------------------------------------- | ------------------------------------------------------------------------------------- | ------------------------------------------------------------------------------------- |
| オープン日                                                                            | オープン日                                                                            | 1992年4月12日（ユーロ・ディズニーランド（当時）と同時にオープン）                     | 1992年4月12日（ユーロ・ディズニーランド（当時）と同時にオープン）                     |
| スポンサー                                                                            | スポンサー                                                                            | なし                                                                                  | なし                                                                                  |
| 利用制限                                                                              |                                                                                       | なし                                                                                  | なし                                                                                  |
| ファストパス                                                                          | ファストパス                                                                          |                                                                                       | 対象外                                                                                |
| シングルライダー                                                                      | シングルライダー                                                                      |                                                                                       | 対象外                                                                                |

ラスラー・ラウンドアップ・シューティング・ギャラリー(Rustler Roundup Shootin’ Gallery)は、西部劇の射撃を模した射的のアトラクション。パスポート（入場券）だけでは利用できず、1回2ユーロ（弾は10発）が別途必要になる。一般的な射的のような実際に弾を撃つものではなく、ライフルから光線（赤外線）を発射し当たりを判定する仕組みであり、命中させた賞品が貰える訳ではない。
東京ディズニーランドのウエスタンランド・シューティングギャラリー(Westernland Shootin' Gallery)と基本的には同じアトラクションであるが、東京は酒場の設定で酒場にある様々な物を撃つのに対し、パリは屋外の設定でミニチュアの小屋や岩、サボテンなどを撃つ点で異なる。

### レジェンド・オブ・ワイルドウェスト
| レジェンド・オブ・ワイルドウェスト Legend of the Wild West | レジェンド・オブ・ワイルドウェスト Legend of the Wild West | レジェンド・オブ・ワイルドウェスト Legend of the Wild West        | レジェンド・オブ・ワイルドウェスト Legend of the Wild West        |
| ---------------------------------------------------------- | ---------------------------------------------------------- | ----------------------------------------------------------------- | ----------------------------------------------------------------- |
| オープン日                                                 | オープン日                                                 | 1992年4月12日（ユーロ・ディズニーランド（当時）と同時にオープン） | 1992年4月12日（ユーロ・ディズニーランド（当時）と同時にオープン） |
| スポンサー                                                 | スポンサー                                                 | なし                                                              | なし                                                              |
| 利用制限                                                   |                                                            | なし                                                              | なし                                                              |
| ファストパス                                               | ファストパス                                               |                                                                   | 対象外                                                            |
| シングルライダー                                           | シングルライダー                                           |                                                                   | 対象外                                                            |

レジェンド・オブ・ワイルドウェスト(Legend of the Wild West)は、デビー・クロケットやバッファロー・ビルの伝説が残るコムストック砦を再現したウォークスルータイプのアトラクション。内部は意外に広く、アメリカ西部の歴史に触れることもできる。

### ディズニーランド鉄道 フロンティアランド駅
| ディズニーランド鉄道 フロンティアランド駅 | ディズニーランド鉄道 フロンティアランド駅 | ディズニーランド鉄道 フロンティアランド駅                         | ディズニーランド鉄道 フロンティアランド駅                         |
| ----------------------------------------- | ----------------------------------------- | ----------------------------------------------------------------- | ----------------------------------------------------------------- |
| オープン日                                | オープン日                                | 1992年4月12日（ユーロ・ディズニーランド（当時）と同時にオープン） | 1992年4月12日（ユーロ・ディズニーランド（当時）と同時にオープン） |
| スポンサー                                | スポンサー                                | McDonald's                                                        | McDonald's                                                        |
| 所要時間                                  | 所要時間                                  | 乗車駅・下車駅によって異なる。                                    | 乗車駅・下車駅によって異なる。                                    |
| 利用制限                                  |                                           | なし                                                              | なし                                                              |
| ファストパス                              | ファストパス                              |                                                                   | 対象外                                                            |
| シングルライダー                          | シングルライダー                          |                                                                   | 対象外                                                            |

ディズニーランド鉄道(Disneyland Railroad)は、蒸気機関車のアトラクション。パークの外延部に沿って1周するように走っている。パーク内には、メインストリートUSA・ステーション(駅)、フロンティアランド・ステーション(駅)、ファンタジーランド・ステーション（駅）、ディスカバリーランド・ステーション（駅）の4つの駅が設置され、パーク内の移動手段として利用することができる。4つの駅では乗り降り自由。
フロンティアランド駅（Frontierland Depot）は、フロンティアランド一番奥のチャパラル・シアターの横に位置している。パーク入り口から見ると、一番左奥ということになる。

## アドベンチャーランド

### カリブの海賊
| カリブの海賊 Pirates of the Caribbean | カリブの海賊 Pirates of the Caribbean | カリブの海賊 Pirates of the Caribbean                             | カリブの海賊 Pirates of the Caribbean                             |
| ------------------------------------- | ------------------------------------- | ----------------------------------------------------------------- | ----------------------------------------------------------------- |
| オープン日                            | オープン日                            | 1992年4月12日（ユーロ・ディズニーランド（当時）と同時にオープン） | 1992年4月12日（ユーロ・ディズニーランド（当時）と同時にオープン） |
| スポンサー                            | スポンサー                            | なし                                                              | なし                                                              |
| 所要時間                              | 所要時間                              | 約10分                                                            | 約10分                                                            |
| 定員                                  | 定員                                  | 20人/1隻                                                          | 20人/1隻                                                          |
| 利用制限                              |                                       | なし                                                              | なし                                                              |
| ファストパス                          | ファストパス                          |                                                                   | 対象外                                                            |
| シングルライダー                      | シングルライダー                      |                                                                   | 対象外                                                            |

カリブの海賊(Pirates of the Caribbean)は、ボート型のライドに乗ってカリブ海の荒くれ海賊の航海を体験する人気アトラクション。東京ディズニーランドの同名のアトラクションとほぼ同様であるが、滑り落ちる回数が1回多く、コース全体も若干長い。
また、海賊船同士の戦闘や宝の山などのシーンの登場順が異なるなど、ストーリー展開が若干異なる。海賊砦や地下牢をモチーフにした外観やエントランスも大きく異なっている。映画「パイレーツ・オブ・カリビアン」に登場する港町の砦はこのパリ版の外観やプレショーである地下牢部分と類似性が見られる。
エントランスからボート型のライド乗り場まではかなり長い洞窟風の通路となっている。ライド乗り場から最初のスライダーまでの間はカリブ海の南国風となっており、東京ディズニーランドのものよりも本来のカリブ海に近い。河岸にはブルー・ラグーン・レストランが併設されており、東京ディズニーランドのブルー・バイユー・レストランと共通しているが、こちらはレストランもカリブ海風となっている。

### インディ・ジョーンズと危難の魔宮
| インディ・ジョーンズと危難の魔宮 Indiana Jones and the Temple of peril | インディ・ジョーンズと危難の魔宮 Indiana Jones and the Temple of peril | インディ・ジョーンズと危難の魔宮 Indiana Jones and the Temple of peril | インディ・ジョーンズと危難の魔宮 Indiana Jones and the Temple of peril |
| ---------------------------------------------------------------------- | ---------------------------------------------------------------------- | ---------------------------------------------------------------------- | ---------------------------------------------------------------------- |
| オープン日                                                             | オープン日                                                             | 1993年7月30日                                                          | 1993年7月30日                                                          |
| スポンサー                                                             | スポンサー                                                             | なし                                                                   | なし                                                                   |
| 所要時間                                                               | 所要時間                                                               | 約1分30秒                                                              | 約1分30秒                                                              |
| 定員                                                                   | 定員                                                                   | 12人/1編成                                                             | 12人/1編成                                                             |
| 利用制限                                                               |                                                                        | なし                                                                   | なし                                                                   |
| ファストパス                                                           | ファストパス                                                           |                                                                        | ○                                                                      |
| シングルライダー                                                       | シングルライダー                                                       |                                                                        | 対象外                                                                 |

インディ・ジョーンズと危難の魔宮(Indiana Jones and the Temple of peril)は、古代遺跡を暴走するトロッコをモチーフにしたローラーコースタータイプのアトラクション。
東京ディズニーシーに2005年7月にオープンしたレイジングスピリッツとほぼ同様のアトラクションで、こちらがオリジナル。東京ディズニーシーに導入する際、すでに東京ディズニーシーにはインディ・ジョーンズの名を冠した全く別のアトラクション「インディ・ジョーンズ・アドベンチャー：クリスタルスカルの魔宮」が存在したため、混同を避けるために名称が「レイジングスピリッツ」に変更された。

### スイスファミリー・ツリーハウス
| スイスファミリー・ツリーハウス Swiss Family Treehouse La Cabane des Robinson | スイスファミリー・ツリーハウス Swiss Family Treehouse La Cabane des Robinson | スイスファミリー・ツリーハウス Swiss Family Treehouse La Cabane des Robinson | スイスファミリー・ツリーハウス Swiss Family Treehouse La Cabane des Robinson |
| ---------------------------------------------------------------------------- | ---------------------------------------------------------------------------- | ---------------------------------------------------------------------------- | ---------------------------------------------------------------------------- |
| オープン日                                                                   | オープン日                                                                   | 1992年4月12日（ユーロ・ディズニーランド（当時）と同時にオープン）            | 1992年4月12日（ユーロ・ディズニーランド（当時）と同時にオープン）            |
| スポンサー                                                                   | スポンサー                                                                   | なし                                                                         | なし                                                                         |
| 利用制限                                                                     |                                                                              | なし                                                                         | なし                                                                         |
| ファストパス                                                                 | ファストパス                                                                 |                                                                              | 対象外                                                                       |
| シングルライダー                                                             | シングルライダー                                                             |                                                                              | 対象外                                                                       |

スイスファミリー・ツリーハウス(Swiss Family Treehouse)は、ディズニー映画『スイスファミリーロビンソン』(Swiss Family Robinson)をモチーフにした散策型アトラクション。ツリーハウス（木の上の家）を模した、展望台状の施設である。東京ディズニーランドにある同名のアトラクションとほぼ同様のアトラクション。なお、仏名はロビンソン一家の名前を使用し、「La Cabane des Robinson」（ロビンソン一家の家）となっている。
アドベンチャー島と吊橋や樽橋で直接繋がっており、アドベンチャー島のジャングルや洞窟と一体をなして、全体としてロビンソン・クルーソーの世界観を出している。

### アドベンチャー島
| アドベンチャー島 Adventure Isle | アドベンチャー島 Adventure Isle | アドベンチャー島 Adventure Isle                                   | アドベンチャー島 Adventure Isle                                   |
| ------------------------------- | ------------------------------- | ----------------------------------------------------------------- | ----------------------------------------------------------------- |
| オープン日                      | オープン日                      | 1992年4月12日（ユーロ・ディズニーランド（当時）と同時にオープン） | 1992年4月12日（ユーロ・ディズニーランド（当時）と同時にオープン） |
| スポンサー                      | スポンサー                      | なし                                                              | なし                                                              |
| 利用制限                        |                                 | なし                                                              | なし                                                              |
| ファストパス                    | ファストパス                    |                                                                   | 対象外                                                            |
| シングルライダー                | シングルライダー                |                                                                   | 対象外                                                            |

アドベンチャー島(Adventure Isle)は、子供のためのプレイグラウンド。他のパークの「トムソーヤ島」に相当するアトラクション。骸骨岩、フック船長のガレー船、大地の胎内、宝島の4つの探検エリアから構成される島で、島全体が子供が楽しめるように様々な仕掛けて工夫されている。東京ディズニーランドのトムソーヤ島に似ているが、橋で繋がっているため、イカダなどに乗らずとも歩いて島に渡ることができる。
骸骨岩、フック船長のガレー船の2つのエリアは、向かい合っているカリブの海賊の砦と共に、ピーターパンのフック船長ないし海賊の世界観を構成しているのに対し、大地の胎内、宝島の2つのエリアはロビンソン・ツリーハウスと共にロビンソン・クルーソーの世界観を構成している。
4つの探検エリア
骸骨岩（Skull Rock）
ピーターパンに出てくるネバーランドをモチーフとしたガイコツの形をした巨大な岩。中を探検することができる。
パイレーツ・ビーチ(Pirates’ Beach)
子供のためのプレイグラウンド。フック船長の海賊船（Captain Hook's Galley）と砂浜から構成されており、子供が楽しめるための様々な仕掛けがなされている。海賊船は身長制限があり身長140cm以上の大人は入れない。
大地の胎内（Le Ventre de la Terre）
複雑に入り組んだ洞窟。ロビンソン・クルーソーの漂着した島をモチーフにしており、内部を探索することができる。トムソーヤー島のインジャン・ジョーの洞窟に似ている。
宝島（L'ile au Tresor）
ジャングルが広がる南の島。ロビンソン・クルーソーの漂着した島をモチーフにしている。吊橋や樽橋、洞窟、滝などがあり、探検することがえきる。このエリアが最も本来のトムソーヤ島に類似している。

### アラジンの魔法の小路
| アラジンの魔法の小路 Le Passage Enchante d’Aladdin | アラジンの魔法の小路 Le Passage Enchante d’Aladdin | アラジンの魔法の小路 Le Passage Enchante d’Aladdin                | アラジンの魔法の小路 Le Passage Enchante d’Aladdin                |
| -------------------------------------------------- | -------------------------------------------------- | ----------------------------------------------------------------- | ----------------------------------------------------------------- |
| オープン日                                         | オープン日                                         | 1992年4月12日（ユーロ・ディズニーランド（当時）と同時にオープン） | 1992年4月12日（ユーロ・ディズニーランド（当時）と同時にオープン） |
| スポンサー                                         | スポンサー                                         | なし                                                              | なし                                                              |
| 利用制限                                           |                                                    | なし                                                              | なし                                                              |
| ファストパス                                       | ファストパス                                       |                                                                   | 対象外                                                            |
| シングルライダー                                   | シングルライダー                                   |                                                                   | 対象外                                                            |

アラジンの魔法の小路(Le Passage Enchante d’Aladdin)は、ディズニー映画アラジンの物語をミニチュアで再現したアトラクション。ショーケースに入ったミニチュアを見ながら歩いて進む。
このアラジンの魔法の小路を含む周辺のエリアは、東京ディズニーシーのアラビアンコーストのようなアラジンの世界観の町並みとなっており、ショッピングやレストランもアラビア風となっている。

## ファンタジーランド

### 眠れる森の美女の城
| 眠れる森の美女の城 Sleeping Beauty Castle La chateau de la belle au bois dormant | 眠れる森の美女の城 Sleeping Beauty Castle La chateau de la belle au bois dormant | 眠れる森の美女の城 Sleeping Beauty Castle La chateau de la belle au bois dormant | 眠れる森の美女の城 Sleeping Beauty Castle La chateau de la belle au bois dormant |
| -------------------------------------------------------------------------------- | -------------------------------------------------------------------------------- | -------------------------------------------------------------------------------- | -------------------------------------------------------------------------------- |
| オープン日                                                                       | オープン日                                                                       | 1992年4月12日（ユーロ・ディズニーランド（当時）と同時にオープン）                | 1992年4月12日（ユーロ・ディズニーランド（当時）と同時にオープン）                |
| スポンサー                                                                       | スポンサー                                                                       | なし                                                                             | なし                                                                             |
| 利用制限                                                                         |                                                                                  | なし                                                                             | なし                                                                             |
| ファストパス                                                                     | ファストパス                                                                     |                                                                                  | 対象外                                                                           |
| シングルライダー                                                                 | シングルライダー                                                                 |                                                                                  | 対象外                                                                           |

眠れる森の美女の城(Sleeping Beauty Castle)は、ディズニーランド・パリのほぼ中央に聳えるパークのシンボル的ランドマークである。東京ディズニーランドのシンデレラ城に相当する。内部は歩いて回ることができ、2階部分が「眠れる森の美女ギャラリー」、地下部分が「ドラゴンの洞窟」となっている。
眠れる森の美女ギャラリー（La Galerie de la Belle au Bois Dormant)
「眠れる森の美女」の各シーンを再現したステンドグラスとタペストリーが展示されるギャラリー。中心には眠れる森の美女（オーロラ姫）のタペストリーが掲げられている。自由に歩いて見学することができる。
ドラゴンの洞穴（La Taniere du Dragon)
城の側面から入り地下に降りると、巨大なドラゴンが眠っている洞窟となっている。ドラゴンは時々目を覚まして動く。このドラゴンはよく見てもらえばわかるがマレフィセントが変身した姿とは全くの別のドラゴンの為、何の作品に出ているドラゴンなのかは不明である。

### ディズニーランド鉄道 ファンタジーランド駅
| ディズニーランド鉄道 ファンタジーランド駅 | ディズニーランド鉄道 ファンタジーランド駅 | ディズニーランド鉄道 ファンタジーランド駅                         | ディズニーランド鉄道 ファンタジーランド駅                         |
| ----------------------------------------- | ----------------------------------------- | ----------------------------------------------------------------- | ----------------------------------------------------------------- |
| オープン日                                | オープン日                                | 1992年4月12日（ユーロ・ディズニーランド（当時）と同時にオープン） | 1992年4月12日（ユーロ・ディズニーランド（当時）と同時にオープン） |
| スポンサー                                | スポンサー                                | McDonald's                                                        | McDonald's                                                        |
| 所要時間                                  | 所要時間                                  | 乗車駅・下車駅によって異なる。                                    | 乗車駅・下車駅によって異なる。                                    |
| 利用制限                                  |                                           | なし                                                              | なし                                                              |
| ファストパス                              | ファストパス                              |                                                                   | 対象外                                                            |
| シングルライダー                          | シングルライダー                          |                                                                   | 対象外                                                            |

ディズニーランド鉄道(Disneyland Railroad)は、蒸気機関車のアトラクション。パークの外延部に沿って1周するように走っている。パーク内には、メインストリートUSA・ステーション(駅)、フロンティアランド・ステーション(駅)、ファンタジーランド・ステーション（駅）、ディスカバリーランド・ステーション（駅）の4つの駅が設置され、パーク内の移動手段として利用することができる。4つの駅では乗り降り自由。
ファンタジーランド駅（Fantasyland Depot）は、ファンタジーランド一番奥、ピーターパン空の旅とファンタジーランド・ステージの間に位置している。パーク入り口から見ると、一番正面奥ということになる。

### 空飛ぶダンボ
| 空飛ぶダンボ Dumbo The Flying Elephant | 空飛ぶダンボ Dumbo The Flying Elephant | 空飛ぶダンボ Dumbo The Flying Elephant                            | 空飛ぶダンボ Dumbo The Flying Elephant                            |
| -------------------------------------- | -------------------------------------- | ----------------------------------------------------------------- | ----------------------------------------------------------------- |
| オープン日                             | オープン日                             | 1992年4月12日（ユーロ・ディズニーランド（当時）と同時にオープン） | 1992年4月12日（ユーロ・ディズニーランド（当時）と同時にオープン） |
| スポンサー                             | スポンサー                             | なし                                                              | なし                                                              |
| 所要時間                               | 所要時間                               | 約1分30秒                                                         | 約1分30秒                                                         |
| 定員                                   | 定員                                   | 2名/1台                                                           | 2名/1台                                                           |
| 利用制限                               |                                        | なし                                                              | なし                                                              |
| ファストパス                           | ファストパス                           |                                                                   | 対象外                                                            |
| シングルライダー                       | シングルライダー                       |                                                                   | 対象外                                                            |

空飛ぶダンボ(Dumbo The Flying Elephant)は、ディズニー映画『ダンボ』をモチーフにした、空中旋回型のアトラクション。ライドが物語に登場する空飛ぶ象「ダンボ」の形をしている。
東京ディズニーランドにある同名のアトラクションとほぼ同内容のアトラクション。

### 白雪姫の恐ろしい冒険
| 白雪姫の恐ろしい冒険 Snow White's Scary Adventures Blanche-Neige et les Sept Nains | 白雪姫の恐ろしい冒険 Snow White's Scary Adventures Blanche-Neige et les Sept Nains | 白雪姫の恐ろしい冒険 Snow White's Scary Adventures Blanche-Neige et les Sept Nains | 白雪姫の恐ろしい冒険 Snow White's Scary Adventures Blanche-Neige et les Sept Nains |
| ---------------------------------------------------------------------------------- | ---------------------------------------------------------------------------------- | ---------------------------------------------------------------------------------- | ---------------------------------------------------------------------------------- |
| オープン日                                                                         | オープン日                                                                         | 1992年4月12日（ユーロ・ディズニーランド（当時）と同時にオープン）                  | 1992年4月12日（ユーロ・ディズニーランド（当時）と同時にオープン）                  |
| スポンサー                                                                         | スポンサー                                                                         | なし                                                                               | なし                                                                               |
| 所要時間                                                                           | 所要時間                                                                           | 約2分                                                                              | 約2分                                                                              |
| 定員                                                                               | 定員                                                                               | 4名/1台                                                                            | 4名/1台                                                                            |
| 利用制限                                                                           |                                                                                    | なし                                                                               | なし                                                                               |
| ファストパス                                                                       | ファストパス                                                                       |                                                                                    | 対象外                                                                             |
| シングルライダー                                                                   | シングルライダー                                                                   |                                                                                    | 対象外                                                                             |

白雪姫の恐ろしい冒険(Blanche-Neige et les Sept Nains)は、ディズニー映画『白雪姫』をモチーフにしたライド型アトラクション。鉱山鉄道を走るこびとのベッド型ライドに乗って同作の物語をたどる。各ライドにはこびとの名前がついている。白雪姫の視点を体験する設定で、お化け屋敷のような雰囲気を持つ内容になっている。
東京ディズニーランドにある「白雪姫と七人のこびと」とほぼ同様のアトラクションだが、東京ディズニーランドのものが物語の途中（毒入りのリンゴを食べさせようとするところ）までしか再現されていないのに対して、ディズニーランド・パリのものは、王子様によって助けられる物語の最後までが再現されている。ただし、物語の前半は東京のものに比べて端折られており、全体の所要時間は東京のものよりもかえって短くなっている。

### ピノキオの冒険旅行
| ピノキオの冒険旅行 Les Voyages de Pinocchio | ピノキオの冒険旅行 Les Voyages de Pinocchio | ピノキオの冒険旅行 Les Voyages de Pinocchio                       | ピノキオの冒険旅行 Les Voyages de Pinocchio                       |
| ------------------------------------------- | ------------------------------------------- | ----------------------------------------------------------------- | ----------------------------------------------------------------- |
| オープン日                                  | オープン日                                  | 1992年4月12日（ユーロ・ディズニーランド（当時）と同時にオープン） | 1992年4月12日（ユーロ・ディズニーランド（当時）と同時にオープン） |
| スポンサー                                  | スポンサー                                  | なし                                                              | なし                                                              |
| 所要時間                                    | 所要時間                                    | 約2分                                                             | 約2分                                                             |
| 定員                                        | 定員                                        | 6名/1台                                                           | 6名/1台                                                           |
| 利用制限                                    |                                             | なし                                                              | なし                                                              |
| ファストパス                                | ファストパス                                |                                                                   | 対象外                                                            |
| シングルライダー                            | シングルライダー                            |                                                                   | 対象外                                                            |

ピノキオの冒険旅行(Les Voyages de Pinocchio)は、ディズニー映画『ピノキオ』をモチーフにしたライド型アトラクション。トロッコ型のライドに乗って同作の物語をたどる。
東京ディズニーランドにある同名のアトラクションとほぼ同内容のアトラクションだが、定員が1台6人とライドが大きく、一方で所要時間が2分とやや短め（東京は2分47秒）になっている点が異なる。

### ピーターパン空の旅
| ピーターパン空の旅 Peter Pan's Flight | ピーターパン空の旅 Peter Pan's Flight | ピーターパン空の旅 Peter Pan's Flight                             | ピーターパン空の旅 Peter Pan's Flight                             |
| ------------------------------------- | ------------------------------------- | ----------------------------------------------------------------- | ----------------------------------------------------------------- |
| オープン日                            | オープン日                            | 1992年4月12日（ユーロ・ディズニーランド（当時）と同時にオープン） | 1992年4月12日（ユーロ・ディズニーランド（当時）と同時にオープン） |
| スポンサー                            | スポンサー                            | なし                                                              | なし                                                              |
| 所要時間                              | 所要時間                              | 約3分                                                             | 約3分                                                             |
| 定員                                  | 定員                                  | 6名/1台                                                           | 6名/1台                                                           |
| 利用制限                              |                                       | なし                                                              | なし                                                              |
| ファストパス                          | ファストパス                          |                                                                   | ○                                                                 |
| シングルライダー                      | シングルライダー                      |                                                                   | 対象外                                                            |

ピーターパン空の旅(Peter Pan's Flight)は、ディズニー映画『ピーターパン』をモチーフにしたライド型アトラクション。空飛ぶ海賊船型のライドに乗って同作の物語をたどる。宙づり状態になったライドがアトラクション上部を走行することで、空を飛んでいる雰囲気を体感させる。ライドの定員は1台6名。
東京ディズニーランドにある同名のアトラクションとほぼ同内容のアトラクションだが、ライドが大型で1台の定員が多いのと、所要時間が約3分と長めになっている点が異なる。
ディズニーランド・パリでは、ファストパスの対象アトラクションとなっている。

### ランスロットのカルーセル
| ランスロットのカルーセル La Carrousel de Lancelot | ランスロットのカルーセル La Carrousel de Lancelot | ランスロットのカルーセル La Carrousel de Lancelot                 | ランスロットのカルーセル La Carrousel de Lancelot                 |
| ------------------------------------------------- | ------------------------------------------------- | ----------------------------------------------------------------- | ----------------------------------------------------------------- |
| オープン日                                        | オープン日                                        | 1992年4月12日（ユーロ・ディズニーランド（当時）と同時にオープン） | 1992年4月12日（ユーロ・ディズニーランド（当時）と同時にオープン） |
| スポンサー                                        | スポンサー                                        | なし                                                              | なし                                                              |
| 所要時間                                          | 所要時間                                          | 約2分30秒                                                         | 約2分30秒                                                         |
| 定員                                              | 定員                                              | 72名                                                              | 72名                                                              |
| 利用制限                                          |                                                   | なし                                                              | なし                                                              |
| ファストパス                                      | ファストパス                                      |                                                                   | 対象外                                                            |
| シングルライダー                                  | シングルライダー                                  |                                                                   | 対象外                                                            |

ランスロットのカルーセル(La Carrousel de Lancelot)は、ディズニーランド・パリにあるカルーセルタイプのアトラクション。
東京ディズニーランドにあるキャッスルカルーセル（旧：シンデレラのゴールデンカルーセル）と同じようなアトラクションだが、キャッスルカルーセルがシンデレラの物語をモチーフとしているのに対し、ランスロットのカルーセルは、アーサー王と騎士ランスロットの物語をモチーフにしている点が異なる（カリフォルニアのディズニーランドと同じ）。

### アリスの不思議なラビリンス
| アリスの不思議なラビリンス Alice’s Curious Labyrinth | アリスの不思議なラビリンス Alice’s Curious Labyrinth | アリスの不思議なラビリンス Alice’s Curious Labyrinth              | アリスの不思議なラビリンス Alice’s Curious Labyrinth              |
| ---------------------------------------------------- | ---------------------------------------------------- | ----------------------------------------------------------------- | ----------------------------------------------------------------- |
| オープン日                                           | オープン日                                           | 1992年4月12日（ユーロ・ディズニーランド（当時）と同時にオープン） | 1992年4月12日（ユーロ・ディズニーランド（当時）と同時にオープン） |
| スポンサー                                           | スポンサー                                           | なし                                                              | なし                                                              |
| 利用制限                                             |                                                      | なし                                                              | なし                                                              |
| ファストパス                                         | ファストパス                                         |                                                                   | 対象外                                                            |
| シングルライダー                                     | シングルライダー                                     |                                                                   | 対象外                                                            |

アリスの不思議なラビリンス(Alice’s Curious Labyrinth)は、生垣でできた迷路を入口から出口まで歩いて脱出するウォーク型アトラクション。映画「不思議の国のアリス」の最後のシーンがモチーフとなっており、途中にはチェシャ猫やボーボー鳥などアリスに登場するキャラクターが複数設置されている。出口付近にはハートの女王のお城があり、登ることができる。迷路そのものの難易度は高くない。
もともとはディズニーランド・パリのオリジナルアトラクションで、他のディズニーパークでは見ることができないが、上海ディズニー開園後その独占性が無くした。

### マッドハッターのティーカップ
| マッドハッターのティーカップ Mad Hatter Tea Cups | マッドハッターのティーカップ Mad Hatter Tea Cups | マッドハッターのティーカップ Mad Hatter Tea Cups                  | マッドハッターのティーカップ Mad Hatter Tea Cups                  |
| ------------------------------------------------ | ------------------------------------------------ | ----------------------------------------------------------------- | ----------------------------------------------------------------- |
| オープン日                                       | オープン日                                       | 1992年4月12日（ユーロ・ディズニーランド（当時）と同時にオープン） | 1992年4月12日（ユーロ・ディズニーランド（当時）と同時にオープン） |
| スポンサー                                       | スポンサー                                       | なし                                                              | なし                                                              |
| 所要時間                                         | 所要時間                                         | 約3分                                                             | 約3分                                                             |
| 定員                                             | 定員                                             | 3名/1台                                                           | 3名/1台                                                           |
| 利用制限                                         |                                                  | 利用可能                                                          | 利用可能                                                          |
| ファストパス                                     | ファストパス                                     |                                                                   | 対象外                                                            |
| シングルライダー                                 | シングルライダー                                 |                                                                   | 対象外                                                            |

マッドハッターのティーカップ(Mad Hatter Tea Cups)は、ディズニー映画『ふしぎの国のアリス』をモチーフにしたコーヒーカップのアトラクション。通常のコーヒーカップ同様、中央にある円形のハンドルを回すことで、ライドの回転速度を変えることができる。
フロリダとカリフォルニアでは「マッド・ティーパーティー」パリと香港では「マッドハッターのティーカップ」東京では「アリスのティーパーティー」の名称だが、どれもほぼ同内容のアトラクション
マッドハッター(Mad Hatter)＝「いかれ帽子屋」とは、「不思議の国のアリス」および「鏡の国のアリス」に登場する架空の人物で、お茶会を開催するとされている。日本ではマッドハッター＝「いかれ帽子屋」はあまり馴染みの無い言葉であるため、東京ディズニーランドに導入される際には「アリスのティーパーティー」という日本人に分かりやすい名称が用いられた。

### ケイシージュニア・サーカストレイン
| ケイシージュニア・サーカストレイン Casey Jr. Circus Train Casey Jr. – le Petit Train du Cirque | ケイシージュニア・サーカストレイン Casey Jr. Circus Train Casey Jr. – le Petit Train du Cirque | ケイシージュニア・サーカストレイン Casey Jr. Circus Train Casey Jr. – le Petit Train du Cirque | ケイシージュニア・サーカストレイン Casey Jr. Circus Train Casey Jr. – le Petit Train du Cirque |
| ---------------------------------------------------------------------------------------------- | ---------------------------------------------------------------------------------------------- | ---------------------------------------------------------------------------------------------- | ---------------------------------------------------------------------------------------------- |
| オープン日                                                                                     | オープン日                                                                                     | 1994年3月20日                                                                                  | 1994年3月20日                                                                                  |
| スポンサー                                                                                     | スポンサー                                                                                     | なし                                                                                           | なし                                                                                           |
| 所要時間                                                                                       | 所要時間                                                                                       | 約2分30秒                                                                                      | 約2分30秒                                                                                      |
| 利用制限                                                                                       |                                                                                                | なし                                                                                           | なし                                                                                           |
| ファストパス                                                                                   | ファストパス                                                                                   |                                                                                                | 対象外                                                                                         |
| シングルライダー                                                                               | シングルライダー                                                                               |                                                                                                | 対象外                                                                                         |

ケイシージュニア・サーカストレイン(Casey Jr. – le Petit Train du Cirque)は、映画「ダンボ」に登場する同名のサーカス列車をモチーフにしたライドアトラクション。映画「ダンボ」の冒頭部分を再現している。線路は全て地上に設置され高低差はそれほどでもないが、意外に高速で向きを変えたり、上下に大きく動いたりする箇所があり、多少のスリルも味わえる。分類上はローラーコースターに分類されている。
おとぎの国のカナルボートとは姉妹アトラクションとなっており、乗車中に共通のディズニー映画のミニチュアセットを見ることができる。
東京ディズニーランドには存在しないアトラクションである。

### おとぎの国のカナルボート
| おとぎの国のカナルボート Le Pays des Contes de Fees | おとぎの国のカナルボート Le Pays des Contes de Fees | おとぎの国のカナルボート Le Pays des Contes de Fees | おとぎの国のカナルボート Le Pays des Contes de Fees |
| --------------------------------------------------- | --------------------------------------------------- | --------------------------------------------------- | --------------------------------------------------- |
| オープン日                                          | オープン日                                          | 1994年4月3日                                        | 1994年4月3日                                        |
| スポンサー                                          | スポンサー                                          | なし                                                | なし                                                |
| 所要時間                                            | 所要時間                                            | 約5分                                               | 約5分                                               |
| 定員                                                | 定員                                                | 16人/1艘                                            | 16人/1艘                                            |
| 利用制限                                            |                                                     | なし                                                | なし                                                |
| ファストパス                                        | ファストパス                                        |                                                     | 対象外                                              |
| シングルライダー                                    | シングルライダー                                    |                                                     | 対象外                                              |

おとぎの国のカナルボート(Le Pays des Contes de Fees)は、カナルボートに乗って、水路の両脇にディズニーの歴代映画をミニチュアで再現した世界を回るアトラクション。ミニチュアは小さいながらも細かくできていて愛らしい。屋外のアトラクションのため雨天時は運転が中止される。
アナハイム版と異なり、ボートにキャストは同上しない。また、ボートの動力はスクリューではなく、ワイヤーで引かれて動く。ゲストはゆっくり動くデッキから歩いてボートに乗り込むようになっている。
登場するミニチュア
- こびとの鉱山（白雪姫と7人のこびと）
- お菓子のお家（ヘンゼルとグレーテル）
- エリック王子の海辺の城（リトル・マーメイド）
- ギリシアの寺院（ファンタジア）
- 雪山の景色（ピーターと狼）
- ピノキオのコブルストーン村とゼペットの家具店（ピノキオ）
- 禿山の一夜（ファンタジア）
- 王様の剣のワンシーン（王様の剣）
- ベルの村と野獣の城（美女と野獣）
- エメラルドシティ（オズの魔法使い）

### イッツ・ア・スモールワールド
| イッツ・ア・スモールワールド It's a Small World | イッツ・ア・スモールワールド It's a Small World | イッツ・ア・スモールワールド It's a Small World                   | イッツ・ア・スモールワールド It's a Small World                   |
| ----------------------------------------------- | ----------------------------------------------- | ----------------------------------------------------------------- | ----------------------------------------------------------------- |
| オープン日                                      | オープン日                                      | 1992年4月12日（ユーロ・ディズニーランド（当時）と同時にオープン） | 1992年4月12日（ユーロ・ディズニーランド（当時）と同時にオープン） |
| スポンサー                                      | スポンサー                                      | France Telecom                                                    | France Telecom                                                    |
| 所要時間                                        | 所要時間                                        | 約9分30秒                                                         | 約9分30秒                                                         |
| 定員                                            | 定員                                            | 20名/1台                                                          | 20名/1台                                                          |
| 利用制限                                        |                                                 | 利用可能                                                          | 利用可能                                                          |
| ファストパス                                    | ファストパス                                    |                                                                   | 対象外                                                            |
| シングルライダー                                | シングルライダー                                |                                                                   | 対象外                                                            |

イッツ・ア・スモールワールド(It's a Small World)は、カナルボート型のライドに乗り、世界各国の子供をイメージした人形たちが歌って踊る夢の世界を訪れるライド型アトラクション。
東京ディズニーランドにある同名のアトラクションとほぼ同内容のアトラクションだが、ご当地フランスのエリアの内容が異なるほか、乗り場が屋外に位置しているなど、若干の違いがある。乗り場が屋外にあるため、正面手前が池となっている。

## ディスカバリーランド

### スペース・マウンテン：ミッションII
| スペースマウンテン：ミッションII Space Mountain : Mission 2 | スペースマウンテン：ミッションII Space Mountain : Mission 2 | スペースマウンテン：ミッションII Space Mountain : Mission 2 | スペースマウンテン：ミッションII Space Mountain : Mission 2 |
| ----------------------------------------------------------- | ----------------------------------------------------------- | ----------------------------------------------------------- | ----------------------------------------------------------- |
| オープン日                                                  | オープン日                                                  | 1995年6月1日                                                | 1995年6月1日                                                |
| スポンサー                                                  | スポンサー                                                  | なし                                                        | なし                                                        |
| 利用制限                                                    |                                                             | なし                                                        | なし                                                        |
| ファストパス                                                | ファストパス                                                |                                                             | ○                                                           |
| シングルライダー                                            | シングルライダー                                            |                                                             | 対象外                                                      |

スペース・マウンテン：ミッションII(Space Mountain : Mission 2)は、宇宙空間をハイスピードで駆け抜けるジェットコースタータイプのアトラクション。
東京を含めた他のディズニーパークのものとは、外観も内容も大きく異なり、ほとんど別のアトラクションとなっている。まず、ディスカバリーランドがテーマとするレトロフューチャーデザインのため、外観が東京ディズニーランドのものとは大きく異なる。内容も大きく異なり、スタートはゆっくりレールを登るのではなく、リニアモーターによって勢いよく加速され一気に頂上に達し、そのまま急降下する。車両にはスピーカーが搭載されており、重厚な音楽に合わせて宇宙空間が変化する。
コースには360度回転やコークスクリュー回転する箇所もあり、スピードも最高速度91km/hに達する（ちなみに、東京ディズニーランドのスペースマウンテンの最高速度は48km/hである）。
なお、改装してミッションIIとなる以前（ミッションI）は、外装・内装共に現在以上にジュール・ベルヌの世界観を意識したレトロフューチャーデザインであった。内部の宇宙空間は現在よりも若干明る目で、映画『月世界旅行』にも登場した「顔のある月」を見ることも出来た（現在は存在しない）。現在のミッションIIでは、内部はかなり暗くなりリアルな宇宙空間的色彩が強くなった。また、外装もシルバーが加えられて重厚な感じとなり、レトロフューチャーデザインの要素は低下している。

### ノーチラス号のミステリー
| ノーチラス号のミステリー | ノーチラス号のミステリー | ノーチラス号のミステリー | ノーチラス号のミステリー |
| ------------------------ | ------------------------ | ------------------------ | ------------------------ |
| オープン日               | オープン日               | 1995年6月1日             | 1995年6月1日             |
| スポンサー               | スポンサー               | なし                     | なし                     |
| 利用制限                 |                          | なし                     | なし                     |
| ファストパス             | ファストパス             |                          | 対象外                   |
| シングルライダー         | シングルライダー         |                          | 対象外                   |

ノーチラス号のミステリー(Les Mysteres du Nautilus)は、ジュールベルヌの小説『海底二万里』に登場するネモ船長の潜水艦ノーチラス号の中を歩いて回るウォークスルータイプのアトラクション。スペース・マウンテン：ミッションII（改装前）と共に、ディスカバリーランドのテーマであるジュール・ベルヌの世界観を最も体現するアトラクション。東京ディズニーシーのミステリアスアイランドにも同型のノーチラス号が係留されているが、東京ディズニーシー版はパリ版よりもひと回り小さく、乗ることはできない。このノーチラス号のデザインは、1954年公開のディズニー映画『海底二万哩』に登場したものの再現であるが、各部屋の配置やインテリア等の内部構造はアトラクションの都合上若干映画と異なっている。

#### スター・ツアーズ:ザ・アドベンチャーズ・コンティニュー
| スター・ツアーズ:ザ・アドベンチャーズ・コンティニュー | スター・ツアーズ:ザ・アドベンチャーズ・コンティニュー | スター・ツアーズ:ザ・アドベンチャーズ・コンティニュー | スター・ツアーズ:ザ・アドベンチャーズ・コンティニュー |
| ----------------------------------------------------- | ----------------------------------------------------- | ----------------------------------------------------- | ----------------------------------------------------- |
| オープン日                                            | オープン日                                            | 2017年3月16日                                         | 2017年3月16日                                         |
| スポンサー                                            | スポンサー                                            | なし                                                  | なし                                                  |
| 所要時間                                              | 所要時間                                              | 約4分30秒                                             | 約4分30秒                                             |
| 定員                                                  | 定員                                                  | 40名/1台                                              | 40名/1台                                              |
| 利用制限                                              |                                                       | 利用可能                                              | 利用可能                                              |
| ファストパス                                          | ファストパス                                          |                                                       | ○                                                     |
| シングルライダー                                      | シングルライダー                                      |                                                       | 対象外                                                |

スター・ツアーズ:ザ・アドベンチャーズ・コンティニュー(Star Tours: The Adventures Continue)は、映画「スター・ウォーズ」シリーズをモチーフにした、ライドシミュレーター型アトラクション。
他のディズニーパークで「スター・ツアーズ」からの改装が行われても長い間パリでは改装が行われなかったが、2017年に改装が行われたことにより全ての「スター・ツアーズ」が改装された。
スポンサーはIBMが担当していた。

### オービトロン
| オービトロン Orbitoron | オービトロン Orbitoron | オービトロン Orbitoron                                            | オービトロン Orbitoron                                            |
| ---------------------- | ---------------------- | ----------------------------------------------------------------- | ----------------------------------------------------------------- |
| オープン日             | オープン日             | 1992年4月12日（ユーロ・ディズニーランド（当時）と同時にオープン） | 1992年4月12日（ユーロ・ディズニーランド（当時）と同時にオープン） |
| スポンサー             | スポンサー             | なし                                                              | なし                                                              |
| 所要時間               | 所要時間               | 約2分                                                             | 約2分                                                             |
| 定員                   | 定員                   | 2名/1台                                                           | 2名/1台                                                           |
| 利用制限               |                        | なし                                                              | なし                                                              |
| ファストパス           | ファストパス           |                                                                   | 対象外                                                            |
| シングルライダー       | シングルライダー       |                                                                   | 対象外                                                            |

オービトロン(Orbitron)は、空中旋回型のアトラクション。
東京ディズニーランドのスタージェットに相当するが、レトロフューチャーデザインを採用しているため外観は大きく異なる。
ディズニーランド・パリがグランド・オープンした際、トゥモローランドはレトロフューチャーデザインを採用した。名称も先行するディズニーパークと区別化を図り「ディスカバリーランド」とされた。これに伴い、このロケット・ジェット型アトラクションのデザインも一新され、ガリレオの描いた宇宙儀のようなレトロフューチャーデザインとなり、名称も「オービトロン」となった。

### オートピア
| オートピア       | オートピア       | オートピア                                                        | オートピア                                                        |
| ---------------- | ---------------- | ----------------------------------------------------------------- | ----------------------------------------------------------------- |
| オープン日       | オープン日       | 1992年4月12日（ユーロ・ディズニーランド（当時）と同時にオープン） | 1992年4月12日（ユーロ・ディズニーランド（当時）と同時にオープン） |
| スポンサー       | スポンサー       | なし                                                              | なし                                                              |
| 所要時間         | 所要時間         | 約5分                                                             | 約5分                                                             |
| 定員             | 定員             | 2名/1台                                                           | 2名/1台                                                           |
| 利用制限         |                  | 身長132cm以上利用可能                                             | 身長132cm以上利用可能                                             |
| ファストパス     | ファストパス     |                                                                   | 対象外                                                            |
| シングルライダー | シングルライダー |                                                                   | 対象外                                                            |

オートピア(Autopia)は、ゴーカートタイプのアトラクション。
東京ディズニーランドのグランド・サーキット・レースウェイに相当するが、こちらのほうがコースが相当長く入り組んでいる。また、使用するカートの形状が丸みをおびたおもちゃの自動車のような外観をしている点にも特徴がある。

### ディズニーランド鉄道 ディスカバリーランド駅
| ディズニーランド鉄道 ディスカバリーランド駅 | ディズニーランド鉄道 ディスカバリーランド駅 | ディズニーランド鉄道 ディスカバリーランド駅                       | ディズニーランド鉄道 ディスカバリーランド駅                       |
| ------------------------------------------- | ------------------------------------------- | ----------------------------------------------------------------- | ----------------------------------------------------------------- |
| オープン日                                  | オープン日                                  | 1992年4月12日（ユーロ・ディズニーランド（当時）と同時にオープン） | 1992年4月12日（ユーロ・ディズニーランド（当時）と同時にオープン） |
| スポンサー                                  | スポンサー                                  | McDonald's                                                        | McDonald's                                                        |
| 所要時間                                    | 所要時間                                    | 乗車駅・下車駅によって異なる。                                    | 乗車駅・下車駅によって異なる。                                    |
| 利用制限                                    |                                             | なし                                                              | なし                                                              |
| ファストパス                                | ファストパス                                |                                                                   | 対象外                                                            |
| シングルライダー                            | シングルライダー                            |                                                                   | 対象外                                                            |

ディズニーランド鉄道(Disneyland Railroad)は、蒸気機関車のアトラクション。パークの外延部に沿って1周するように走っている。パーク内には、メインストリートUSA・ステーション(駅)、フロンティアランド・ステーション(駅)、ファンタジーランド・ステーション（駅）、ディスカバリーランド・ステーション（駅）の4つの駅が設置され、パーク内の移動手段として利用することができる。4つの駅では乗り降り自由。
ディスカバリーランド駅（Discoveryland Depot）は、ディスカバリーランド一番奥でスター・ツアーズの隣に位置している。パーク入り口から見ると、一番右奥ということになる。

### バズライトイヤーのレーザーブラスト
| バズライトイヤーのレーザーブラスト Buzz Lightyear Lazer Blast | バズライトイヤーのレーザーブラスト Buzz Lightyear Lazer Blast | バズライトイヤーのレーザーブラスト Buzz Lightyear Lazer Blast | バズライトイヤーのレーザーブラスト Buzz Lightyear Lazer Blast |
| ------------------------------------------------------------- | ------------------------------------------------------------- | ------------------------------------------------------------- | ------------------------------------------------------------- |
| オープン日                                                    | オープン日                                                    | 2006年4月8日                                                  | 2006年4月8日                                                  |
| スポンサー                                                    | スポンサー                                                    | なし                                                          | なし                                                          |
| 所要時間                                                      | 所要時間                                                      | 約4分20秒                                                     | 約4分20秒                                                     |
| 定員                                                          | 定員                                                          | 2名/1機                                                       | 2名/1機                                                       |
| 利用制限                                                      |                                                               | 利用可能                                                      | 利用可能                                                      |
| ファストパス                                                  | ファストパス                                                  |                                                               | ○                                                             |
| シングルライダー                                              | シングルライダー                                              |                                                               | 対象外                                                        |

バズライトイヤーのレーザーブラスト(Buzz Lightyear Lazer Blast)は、ディズニーアニメ『トイ・ストーリー2』をモチーフにした、射撃体験ライド型アトラクション。自動的に動くライドに乗りながら（レバーで回転が出来る）、随所に現れる標的（4種類あり、その種類により得点が異なる。命中すると、標的が特殊な光を放つ）を、光線銃アストロブラスターで撃ち、高得点を目指していく（同じ標的に命中することも可能である）。標的に当たると、レーザーブラストが音とともに振動する。
東京ディズニーランドにあるバズライトイヤーのアストロブラスターとほぼ同内容のアトラクション。

## 終了したアトラクション

### メインストリートUSA

#### ダッパー・ダンの理髪店
ダッパー・ダンの理髪店(Dapper Dan's Hair Cuts)は、オールドスタイルの理髪店。ストライプ柄の服を着た4人組の理髪師がパフォーマンスをしながら実際にゲストの髪を切ってくれる(有料)。
ディズニーランド・パリのメインストリートUSAの一角で、試験的に店舗として営業していたが、経済的な理由で終了した。マジック・キングダムでは現在もメインストリートUSAの店舗で営業を続けている。また、香港では、店舗を持たずメインストリートUSAの路上パフォーマンスとして実施されている。

### ディスカバリーランド

#### ビジョナリアム
| ビジョナリアム   | ビジョナリアム   | ビジョナリアム                                                    | ビジョナリアム                                                    |
| ---------------- | ---------------- | ----------------------------------------------------------------- | ----------------------------------------------------------------- |
| オープン日       | オープン日       | 1992年4月12日（ユーロ・ディズニーランド（当時）と同時にオープン） | 1992年4月12日（ユーロ・ディズニーランド（当時）と同時にオープン） |
| クローズ日       | クローズ日       | 2002年                                                            | 2002年                                                            |
| スポンサー       | スポンサー       | なし                                                              | なし                                                              |
| 所要時間         | 所要時間         | 約16分(プレショーを含めると約24分)                                | 約16分(プレショーを含めると約24分)                                |
| 定員             | 定員             | 632人                                                             | 632人                                                             |
| 利用制限         |                  | なし                                                              | なし                                                              |
| ファストパス     | ファストパス     |                                                                   | 対象外                                                            |
| シングルライダー | シングルライダー |                                                                   | 対象外                                                            |

ビジョナリアム(Visionarium)は、時間旅行をモチーフにした映画型アトラクション。
9枚のスクリーンを横に並べた、水平方向360度の円筒形スクリーンを使用した映像が特徴。
物語
自称天才ビジョナリーの「タイムキーパー」がジュール・ベルヌ、H.G.ウェルズに影響を受けて発明した、部屋型のタイムマシン「タイムチェインバー」の実験にゲストが参加する。タイムキーパーのパートナーである、自称時をかける美少女ロボットの「ナインアイ」が観た風景がスクリーン全体に映し出され、恐竜時代やパリ万国博覧会などへの旅を行っていたが、途中で歴史が大きく変わってしまいそうなハプニングが…。
ビジョナリー(visionary)とは、夢を見てその夢を情熱的に追いかけ努力し続ける人の意。

#### ミクロ・オーディエンス
| ミクロ・オーディエンス Honey, I Shrunk the Audience! | ミクロ・オーディエンス Honey, I Shrunk the Audience! | ミクロ・オーディエンス Honey, I Shrunk the Audience! | ミクロ・オーディエンス Honey, I Shrunk the Audience! |
| ---------------------------------------------------- | ---------------------------------------------------- | ---------------------------------------------------- | ---------------------------------------------------- |
| オープン日                                           | オープン日                                           | 1999年3月28日                                        | 1999年3月28日                                        |
| クローズ日                                           | クローズ日                                           | 2010年5月3日                                         | 2010年5月3日                                         |
| スポンサー                                           | スポンサー                                           | Kodak                                                | Kodak                                                |
| 所要時間                                             | 所要時間                                             | 約18分(メインショー約14分)                           | 約18分(メインショー約14分)                           |
| 定員                                                 | 定員                                                 | 369名                                                | 369名                                                |
| 利用制限                                             |                                                      | なし                                                 | なし                                                 |
| ファストパス                                         | ファストパス                                         |                                                      | ○                                                    |
| シングルライダー                                     | シングルライダー                                     |                                                      | 対象外                                               |

ミクロ・オーディエンス(Honey, I Shrunk the Audience!)は、ディズニー映画『ミクロキッズ』シリーズをモチーフにした、立体(3D)映像と体感型を融合させたアトラクション。